# Novopsocus caeciliae
Novopsocus caeciliae es una especie de Novopsocus de Nueva Guinea conocida de un solo macho hasta ahora (2020), que se encuentra en las tierras bajas cerca de Baitabag, provincia de Madang. Su aparato genital es similar al de Novopsocus magnus y, por lo tanto, difiere del hipandrio de Novopsocus stenopterus. Es la más pequeña de las tres especies de Novopsocus (~ 2.5 mm de largo).